# Celle qui n'était plus
Celle qui n'était plus (ou Les Diaboliques) est un roman policier français de Boileau-Narcejac, paru chez Denoël en 1952. Bien qu'il ait remporté un succès mondial, le roman fut d'abord refusé par plusieurs éditeurs avant d'être accepté chez Denoël. Réédité plusieurs fois sous le titre Les Diaboliques dès la sortie en 1955 de l'adaptation cinématographique d'Henri-Georges Clouzot ainsi titré, la page de garde ou la couverture du livre donnent toujours le titre original entre parenthèses. Cette pratique s'inverse dans les éditions plus récentes, notamment aux éditions Gallimard, dans la collection Folio policier no 103 en 1999.

## Résumé
Fernand Ravinel, un représentant de commerce, n'en peut plus de la vie étouffante que lui fait subir Mireille, sa femme, dans leur modeste pavillon d'Enghien, au nord de Paris. Il se laisse convaincre par sa maîtresse, Lucienne, de tuer cette épouse embarrassante. Après l'avoir endormie à l'aide d'un somnifère, que Lucienne, médecin, a pu se procurer, Ravinel plonge Mireille dans une baignoire pour faire croire à une noyade.  L'assassinat ayant eu lieu à Nantes, Ravinel transporte le corps à Enghien quarante-huit heures plus tard et le dépose ensuite dans un lavoir sur sa propriété pour faire croire à un accident.  Mais, au moment de laisser « découvrir » le cadavre, le jour même, par un tiers amené à dessein sur les lieux, le corps s'est volatilisé.  Peu à peu, l'angoisse, doublée des remords de la culpabilité, monte d'un cran lorsque certains indices laissent croire que la morte est revenue le hanter...

## Adaptations

### Au cinéma
En 1955, le réalisateur français Henri-Georges Clouzot porte le roman à l'écran sous le titre Les Diaboliques, avec Simone Signoret, Véra Clouzot et Paul Meurisse. Le film s'éloigne considérablement du texte original et situe l'action dans un pensionnat de garçons.  De plus, c'est l'homme qui est éliminé.  Le film n'en conserve pas moins l'atmosphère angoissante du roman, attisée par les remords et par la montée de la peur jusqu'au paroxysme de la terreur.
En 1996, le réalisateur américain Jeremiah S. Chechik tourne un semi-remake du film de Clouzot sous le titre Diabolique, avec Isabelle Adjani, Sharon Stone et Chazz Palminteri. Le film essuie de mauvaises critiques et Sharon Stone est nommée aux Razzie Awards dans la catégorie Pire révélation de l'année.

### À la télévision
- 1974 : Reflections of Murder, téléfilm américain réalisé par John Badham, avec Tuesday Weld, Joan Hackett et Sam Waterston.
- 1993 : House of Secrets, téléfilm américain réalisé par Mimi Leder, avec Melissa Gilbert, Bruce Boxleitner et Kate Vernon.

## Source
- Jean Tulard, Dictionnaire du roman policier : 1841-2005. Auteurs, personnages, œuvres, thèmes, collections, éditeurs, Paris, Fayard, 2005, 768 p. (ISBN 978-2-915793-51-2, OCLC 62533410), p. 129-130.